# São José da Bela Vista
São José da Bela Vista est une municipalité brésilienne de l'État de São Paulo et la Microrégion de Franca.